# Pozivni broj
Pozivni broj ili predbroj je niz brojeva koji se biraju kada se želi uspostaviti telefonska veza između dva mjesta ili između dvije države. 

## Pozivni brojevi u Hrvatskoj

### Fiksna telefonija
U Hrvatskoj su za fiksnu telefoniju predbrojevi logičkim slijedom određeni prema županijama:
- 01 – Grad Zagreb i Zagrebačka županija,
- 020 – Dubrovačko-neretvanska županija,
- 021 – Splitsko-dalmatinska županija,
- 022 – Šibensko-kninska županija,
- 023 – Zadarska županija,
- 031 – Osječko-baranjska županija,
- 032 – Vukovarsko-srijemska županija,
- 033 – Virovitičko-podravska županija,
- 034 – Požeško-slavonska županija,
- 035 – Brodsko-posavska županija,
- 040 – Međimurska županija,
- 042 – Varaždinska županija,
- 043 – Bjelovarsko-bilogorska županija,
- 044 – Sisačko-moslavačka županija,
- 047 – Karlovačka županija,
- 048 – Koprivničko-križevačka županija,
- 049 – Krapinsko-zagorska županija,
- 051 – Primorsko-goranska županija,
- 052 – Istarska županija,
- 053 – Ličko-senjska županija.

### Mobilna telefonija
- 091 – A1 Hrvatska
- 092 – Tomato
- 095 – Telemach
- 097 – bonbon
- 098, 099 – Hrvatski Telekom

### Ostalo
- 0800 – besplatni pozivni brojevi
- 060 – komercijalni telefonski pozivni brojevi
- 061 – usluga glasovanja telefonom
- 064 – usluge sa sadržajem neprimjerenim za djecu
- 065 – usluge nagradnih igara
- 069 – usluge namijenjene djeci
- 072 – jedinstveni pristupni broj za cijelu državu za posebne usluge (objedinjuje više pozivnih brojeva u jedan), naplaćuje se kao lokalni poziv

## Međunarodni pozivni brojevi
Međunarodni pozivni brojevi država su brojevi koje trebate unijeti na telefonu da biste nazvali određenu državu. Podijeljeni su na devet zona, označenih brojevima od 1 do 9. Potencijalno postoji i zona 0, ali nije joj dodijeljena nijedna država.
Pozivni broj Hrvatske je 385.